# Chrysopidia
Genre
Chrysopidia est un genre d'insectes de l'ordre de névroptères, de la famille des Chrysopidae, de la sous-famille des Chrysopinae et de la tribu des Chrysopini.

## Espèces
Chrysopidia ciliata - 
Chrysopidia elegans - 
Chrysopidia erato - 
Chrysopidia flavilineata - 
Chrysopidia fuscata - 
Chrysopidia garhwalensis - 
Chrysopidia holzeli - 
Chrysopidia ignobilis - 
Chrysopidia jiriana - 
Chrysopidia jocasta - 
Chrysopidia junbesiana - 
Chrysopidia manipurensis - 
Chrysopidia nigrata - 
Chrysopidia numerosa - 
Chrysopidia obliquata - 
Chrysopidia orientalis - 
Chrysopidia regulata - 
Chrysopidia remanei - 
Chrysopidia shennongana - 
Chrysopidia sinica - 
Chrysopidia trigonia - 
Chrysopidia xiangana - 
Chrysopidia yangi - 
Chrysopidia zhaoi